# Famille Burchard-Bélaváry
Pour les articles homonymes, voir Burchard et Bélaváry.
 (août 2024).
La famille Burchard-Bélaváry de Sycava (szikavai és Bélaváry Burchard en hongrois ; Burchard von Bellawary de Sycava en allemand ; Бургардт фон Белавари де Сикава en russe) est une ancienne famille d'origine hongroise.

## Histoire
La famille Burchard Bélaváry de Sykava est issue de la branche Bajna de la famille Both, famille de magnats de Hongrie qui remonte à l'ère des Árpád. Son nom antique est Both de Sykava et Bélavar. János Both Bélavary de Sykava, proscrit du royaume de Hongrie en 1575, s'installe à Tallinn en 1580 sous le nom de Burchard. Ses descendants garderont le patronyme Burchard et y ajouteront ceux de Bélavár et de Zsikava.
Cette famille s'est installée dans diverses régions. Une branche subsista en Haute-Hongrie (Eperjes), une autre en Transylvanie dans le Bihar, une se fixa en Livonie, une autre à Tallinn en actuelle Estonie, et un autre rameau en France après une escale en Pologne. Opposés à l'oppression autrichienne, ses membres prirent part aux soulèvements hongrois de Bocskai (1604-1606), de Bethlen (1619), de Thököly (1677), de Rákóczi (1703-1711) et enfin à la révolution hongroise de 1848 ainsi qu'aux guerres d'indépendances polonaises de 1794, de 1812 et de 1830 qui s'opposaient elles aux tsars.

## Personnalités

### En Hongrie
- György Bélaváry (fl. 1497-1511), grand chanoine (magister canonicus ou mestekanonok en hongrois) du chapitre de Arad (1497-1511)[1],[2].
- András Bélaváry (Andreas/Endre de Belawar) (fl. 1542-1577), chanoine (1542), lector (1553) (second dans la hiérarchie du Canonici columnares après le prévôt) du chapitre de Nyitra[3], puis chanoine et vicaire de Pozsony (fl.1560-1577)[4].
- György Both de Sykava et Bélavar ou Bélaváry (†1588)[5], descendant de János Both de Bajna, ban de Croatie, seigneur de Sykava (†1493). Gouverneur du château de Devín au nom du palatin de Hongrie en 1550, il  est auditeur-juge et commissaire aux comptes (számvevő-udvarbíró, ellenőr) de Léva (1557-1559), juge aulique et várnagy de Lednice et auditeur-juge (számvevő-udvarbíró) de Gyula (1559-1561). Après la longue occupation turque de la région sud du royaume hongrois, il peut à nouveau se déplacer vers le nord puisqu'on le retrouve en 1569 comme juge aulique de l'archevêché d'Esztergom à Sempte.

Membre de cercles humanistes, sympathisant des idées de Calvin, il est cité comme l'un des premiers en Hongrie à lire ses œuvres. Il se retire dans le comté de Veszprém et termine sa vie à Pápa. Dons royaux de domaines, en même temps que son beau-père Jakab Vízkelety (hu), dans les comtés de Bihar (Hencida, 1556) et de Temes (Radna près Lippa, 1559), don royal du domaine de Vörösvar (1582) pour lui et ses fils. Il était aussi seigneur de Sycava, Bélavár, Gáborján, Váncsod et Gybros.
- János Bélavári, fils du précédent. Juge aulique, il reçoit en 1558 avec Gáspár Telegdi du roi Ferdinand des domaines dans les comtés de Csanád et Temes[10],[11],[12]. Seigneur en partie de Tiszaszentmiklós, Kanizsamonostor et Homokrév, de Byled, Cheken et Kiszombor.
- Dávid Bélaváry (ca 1580 - mi-XVIIe siècle). Magistrat, gouverneur de provinces, proche conseiller du prince Gabriel Bethlen, il fut notamment président de la Chambre de Hongrie et de celle de Haute-Hongrie.
- György Bélavári[13], Fils du précédent Dávid. Il est "voïvode à pied" (gyalogvajda), c'est-à-dire commandant militaire, du comté de Györ (1657-1662) („Judex bellicus Praesidii Jauriensis”) puis juge militaire de Hongrie („Magyar Uitezlő rendnek Seregh biraia”, „Judex Bellicus Hungaricus”) (1662) et greffier (jegyző) du chapitre de Győr. Seigneur de Vörösvar, etc.
- Miklós Bélaváry (ca. 1611-1670), haut fonctionnaire, il fut notamment grand-trésorier et gouverneur militaire de Haute-Hongrie.
- Dávid II Belleváry (né vers 1635), fils de Miklós, il est officier de la chambre de Szepes, douanier royal (tricesimator) de Hommona (1659-1666) puis tricesimator  et maître de poste d'Eperjes (1669-1691) et commissaire impérial (császárí biztos). Jusqu'alors partisan de l'empereur, il se range aux côtés des Kuruc lorsque ceux-ci encerclent Eperjes en 1672[14],[15]. Sa fidélité est réelle et il sera plus tard l'un des héros de l'armée rebelle menée par Rákóczi lors de sa guerre d'Indépendance (1703-1711) contre les Habsbourg[16],[17],[18].
- Zsuzsanna Belleváry de Sikava (†1703), fille du précédent David II et de Mária Viczmándy (clan Gutkeled), elle est l'épouse du baron Adam II Dessewffy (†1673) et la grand-mère du général comte Jacques-Charles Dessöffy de Csernek (1720-1785), maréchal de camp des armées du roi de France[19].
- István Belaváry, cité comme percepteur de la Chambre de Szepes (szepesi kam. perceptor) en 1660[4].
- Victorinus Bellevary (fl. 1712-1729), supérieur Franciscains, il est cité comme Président et Gardien in pectore de la Province d'Eperjes (Praesidens, Guardianus in pectore Provincialis) (1712-1720, 1723-1726, 1729)[20].
- Konrád Burchard Bélaváry, (1837-1916), magnat de Hongrie, industriel, haut fonctionnaire, frère de Gusztáv et de Jules-Conrad.
- Gusztáv Burchard-Bélaváry de Bélavár et Szikava, (1829, Eperjes - 1903 Budapest). Il est un des deux frères de Jules-Conrad. Il participe aux insurrections polonaise puis hongroise en s'engageant dans la compagnie Maczynski, de la légion polonaise, que son père, Jean-Guillaume, contribua à former. Il est tout d'abord aide de camp avec le grade de sergent de sapeur puis devient officier (főhadnagy) d’ordonnance et aide de camp du général Wysocki au sein de la légion polonaise. Il est décoré de la Couronne de Hongrie pour plusieurs actions d'éclats, notamment lors du siège de Arad et de la bataille de Szolnok. Il est par la suite enseignant de géométrie au Gimnázium Korányi Frigyes (1870-1871) et professeur d'économie, de science politique et de droit commercial à l'Académie de Commerce de Pest (1872) puis à celle de Vienne (1873). Il publie des études sur les mêmes matières et sur la bibliographie. Il écrivit également des nouvelles et des comédies et exerça la peinture, qu'il avait étudié à Munich avec son ami le peintre Mihály Zichy. L'illustre comte István Széchenyi, le créateur de la Hongrie moderne, avec qui il entretenait des relations fréquentes, lui laisse un anneau à remettre de sa part au Hongrois qu'il jugerait le plus digne par les services rendus à sa patrie. Gusztáv fut également membre du conseil général (törvényhatóság) du comté de Fejér[21].
- Rezső/Rudolf (von) Burchard-Bélavary (1870°), fils de Konrád. Docteur en économie et en science politique, il entre au ministère de l'Intérieur puis devient l'administrateur (gazda) du comté de Fejér (1896-1906) comme secrétaire du comte Viktor Széchényi, főispán de ce comté. Il est ensuite directeur de la Compagnie des Bains de Balaton (Siófok Balatonfürdő Rt. igazgatója) (1907-1918) et chef de service et conseiller au Ministère de l'Intérieur duquel il se retire en 1918[22],[23]. Industriel, il est membre du conseil d'administration (1907) puis est élu vice-président de la Minoterie de Pest (Pesti Hengermalom Társaság) et membre du conseil de plusieurs autres entreprises. Croix de guerre du mérite civil. Il épouse Marie von Török (1877-1945), petite-nièce du ministre Teofil Fabiny, dont :
- Erzsébet von Burchard-Bélavary (1887-1987), pédagogue, chercheuse, elle est la première à introduire et promouvoir la méthode Montessori en Hongrie[24].
- Pál Burchard-Bélaváry (Paul von Bélavár) (1873 - 1932, Cimetière de Farkasrét), frère du précédent. Capitaine de Hussards KuK, il est attaché militaire, secrétaire (KuK követségi titkár) puis conseiller KuK d'ambassade (KuK Botschaftsrat) à Vienne. Décoré de la Signum Laudis[25]. Il épouse la marquise Thérèse Pallavicini en 1901 - petite-nièce de Johann von Pallavicini, cousine de Oszkár Bárczay et belle-sœur de l'aventurier Franz Nopcsa von Felső-Szilvás - puis Sarolta Fábián de Makka après 1912.
- Andor Burchard-Bélaváry (1880-1947), frère des précédents. Docteur en sciences politiques (1903), il rejoint en 1906 la Minoterie de Pest ("Pesti hengermalom-társaság"), fondée par István Széchenyi et dirigée par son père, et en reste le directeur jusqu'à la fusion de l'entreprise[26]. Sous sa direction, le nouveau moulin de l'entreprise à Lágymányos, "le plus beau et le plus performant du continent", est construit en 1910/11. Pendant la guerre, il est chef adjoint du service financier de la Croix-Rouge hongroise et haut-commissaire adjoint, capitaine de hussards et chevalier de l'ordre de François-Joseph. Membre du Comité d'évaluation statistique, il a le titre de conseiller royal en chef du gouvernement (M. kir. kormányfőtanácsos, 1924). Il était le propriétaire de la villa Burchard-Bélaváry à Budapest (Virágárok utca 15., 1927, réalisée par l'architecte Bertalan Árkay), appelée dans la presse contemporaine « la première maison moderne de Buda »[27],[28]. Membre, à la suite de son père, de la Société héraldique, il épouse Lucia Büttner (1904-1957), fille du Dr Miklós Büttner[29] et petite-fille du Dr János Klamarik.
- Istvan Burchard-Bélavary (1864-1933), artiste peintre. Fils de Gusztav (1829-1903), il est l'époux de Enrica Burchard-Bélavary (1872-1960) née Coppini, artiste peintre. Leur fille est Alice Burchard-Bélaváry, artiste peintre, épouse de Ödön Vaszkó (1896-1945), artiste peintre, lui-même frère de Erzsébet Vaszkó (1902-1986), artiste peintre, graphiste.
- Aladár Burchard-Bélaváry (1878-1900), frère du précédent, il était un jeune lieutenant de Hussards de la Honvéd[30].
- Pál Bélaváry (1923-1944), né Piufsich. Fils de Oszkár Piufsich (1873-1935), docteur en droit et châtelain à Nyáregyháza, et petit-fils de Dóra Burchard-Bélaváry (1869-1967 ; fille de Konrád), il prend, comme son frère Péter, le nom de Bélaváry. Lieutenant pilote de chasse dans l'armée hongroise, chevalier de l'ordre du Mérite militaire avec épées, il est abattu en octobre 1944 par un P-51 Mustang américain à bord de son Messerschmitt 109 G (escadrille 101/1FG)[31]. Son frère Péter Bélaváry (1921-1945) est tué comme caporal en janvier 1945[32].

### Dans les pays baltes
- Johannes Burchart I (né János Bot de Bélavár et Sykava) (1546-1616), petit-fils de Georges. 
Il donne une célèbre dynastie de docteur-pharmaciens de Jean à Jean X (1579 - 1911) à Tallinn.
- Caspar Burchart Bélaváry (1689-1770), marchand, Aîné de la Grande Guilde de Tallinn (Aelt. der Gr. G.)[33].
- Berendt Johann Burchart Bélaváry († 1776), marchand, Aîné de la Grande Guilde de Tallinn, époux de Christiana Elisabeth Riesenkampff († 1763), fille de Carl Philipp († 1769), maire de Tallinn (1757-1767)[33].
- Johann Christian Burchart von Bellavary de Sycava und Kursell (1754-1813)[34], seigneur de Pallo, officier de l'Empire russe. Il est l'époux de Ottilia von Kursell (1764-1798), fille du général baron Christopher Heinrich von Kursell et nièce du Lieutenant-général et gouverneur de Riga Gustav von Essen (1759-1813). Il est le fils de Johannes Burchart VI et le frère de Gottlieb Johann (dit Ivan Burchard von Bélavary) (1756-1825), seigneur de Brandten, commandant (sek. maj.) russe, époux de Augusta von Knorring (1750-1823), sœur des généraux barons Gotthard Johann von Knorring et Karl von Knorring.

- Johann-Conrad Burchard (von  Belawary de Sikawa) (1718, Landsberg an der Warthe - 1778, Salis). Pasteur et érudit. Après des études à la Halle (1735) et Iéna (1736), il se rend en Livonie puis à Nibben (paroisse de Limbaži, en Lettonie) comme précepteur (Hofmeister) (1739-1743). Pasteur de Salis, en Estonie, de 1743 à 1778, il s'intéresse de près à la langue livonienne et rédige des notes[35],[36],[37],[38], qu'il envoie notamment à l'académicien August Ludwig Schlözer[39]. Il fait partie de cette frange de l'intelligentsia germano-balte, surtout religieuse, qui se passionna à partir du XVIIe siècle pour les langues et cultures autochtones[40]. L'historien et professeur Johann Gottfried Arndt, recteur du Lycée impérial de Riga, lui témoigne sa gratitude dans la deuxième partie de sa "Chronique de Livonie" (Der Liefländischen Chronik)[41]. Il est le père adoptif de Jan Konrad B. (1748-1838) (voir plus bas).

- Natalie Dorothea Belawary de Sikawa (1753-1783), fille de Johannes Burchart VI. Elle est l'épouse du colonel baron Johann H. von Traubenberg (1753-1795), fils du Major-général baron Michael Johann von Traubenberg (1719-1772) et de Johanna Taube von der Issen (et) (1729-1799). Leur fils Alexander Gustav (1770-1842), officier de marine et magistrat, épouse Vera Adamovna von Rothkirch (1786-1812), petite-fille du général Abraham Hanibal et grand-tante du poète Pouchkine.
- Imre Bélaváry (1687-1760), moine franciscain, avec lui s'éteint la branche de Livonie.
- Gottlieb II Burchard Bélaváry (1757-1807), tué comme commandant (major) russe à la bataille de Oczakov durant la guerre contre les Turcs en 1807. Petit-fils de Johannes Burchart V, fils de Gottlieb (1721-1759), seigneur de Munnalas, conseiller de Tallinn et Aîné de la Grande Guilde[33] et de Dorothé von und zur Mühlen (1726-1776), fille du maire de Tallin, il se marie dans la famille des comtes de Brummer.
- Marguerite Elisabeth (1751-), sœur du précédent. Elle est l'épouse (1774) de Wilhelm Bernhard von Rosenberg (1745-1814), major russe, conseiller d'État, président du Tribunal Supérieur d'Estonie[42], frère du général Diedrich Arend von Rosenberg.
- Jean Conrad Burchard-Bélaváry (1777-1871), commandant russe, Chevalier de St.Georges.
- Fromhold Johann Burchard-Bélaváry (1777-† vers 1835), capitaine de 1er rang (1830) de la marine impériale russe[43],[44]. Cité dans le St. Petersburgische Zeitung du 25 août 1835 comme colonel et ritter[45]. Titulaire de la médaille de bronze de 1812, chevalier de l'ordre de Saint-Vladimir (1834) et de celui de Saint-Georges (1823)[46].
- Caroline Marie Burchard von Bélavary de Sycava (1814-1862), fille de Johannes Burchart VIII, épouse en 1831 Peter VI von Glehn, seigneur de Jälgimäe (1796-1843), dont Peter VII et Nikolai von Glehn. Peter VI avait épousé en premières noces (1823) sa sœur, Sophie Burchard von Bellawary (1803-ca 1830).
- Odile Burchard Bélavary de Sycava (1832-1860), épouse de László Oláh de Lanszer, avocat. Elle meurt jeune, laissant un fils, Gusztav von Oláh (1857-1944), psychiatre, lui-même père d'un autre Gusztáv, professeur et directeur d'opéra.

### En Pologne, en France
- Conrad Burchard Bélaváry (vers 1800, Varsovie - XIXe siècle, Égypte). Officier polonais dans l'Empire russe, il devient général de division en Égypte puis gouverneur de la Nubie avec le titre de Pacha.
- Jan Konrad né Burchard von Bélaváry de Sycava dit Burchard (Heinrich Johann, Johann Conrad) (1749, Tallinn - 1838, Lublin). Officier, diplomate, pharmacien, il se fixe en Pologne. Il se rend avec son ami le baron  Ewald von Klopmann (1734-1804), ambassadeur du duc de Courlande[47], en mission à la cour d'Angleterre pour traiter secrètement des intérêts de la Pologne. Le prince de Galles lui offre un tableau d'une grande valeur représentant saint Jean. Ce voyage est incidemment pour lui l'occasion de rapporter la culture des asperges, encore inconnue en Pologne. Capitaine de la milice de Varsovie, il prend part en 1794 au soulèvement du célèbre général Kościuszko ; il est son aide de camp avec le grade de capitaine. Dans cette lutte, il sacrifie les grands biens qu'il tient des Krakus-Mayerin, descendants du roi Sigismond de Suède, près de Varsovie. Il devient célèbre dans la capitale polonaise en 1789 lorsqu'il entreprend la livraison de médicaments de sa propre pharmacie de Varsovie à toute l'armée de la république des Deux Nations. Installé à Radom (1795), il y fonde la pharmacie de l'Aigle Blanc (apteki Pod Białym Orłem, rue Żeromskiego 5), la plus ancienne de la ville, devient député puis maire de la ville. Protestant, il est le "Premier fondateur" (1826) et le "Supérieur perpétuel de la paroisse" de Radom[48],[49]. Il reçoit l'indigénat polonais en 1790 au sein du clan Jastrzębiec.
- Sophie Burchard-Bélaváry (née fin XVIIIe siècle - † Lille), sœur de Jean-Guillaume et fille du précédent. Bravant la tyrannie russe lors de l'insurrection polonaise (1830-1831), elle sut communiquer autour d'elle son ardeur patriotique et, dans le "Club Honoratka", réunion de la société élégante de Varsovie, elle fit un appel décisif aux armes. Quand il fallut renforcer les défenses de Prague et de Varsovie, elle fut du nombre de femmes qui, de leurs mains, travaillèrent à élever les redoutes. Elle accompagna l'armée comme infirmière pour soigner les blessés. Élevée dans la religion protestante, elle se convertit au catholicisme et devient religieuse à Lille.
- Jean-Guillaume Burchard (János Vilmos, Johann Wilhelm) (1795, Lublin - 1881, Vienne), économiste, banquier, industriel, négociant en vins, officier. Il quitte la Pologne en 1825 pour venir s'installer en Haute-Hongrie sous le seul nom de Burchard pour ne pas attirer la suspicion d'un retour qui aurait été motivé par la succession de la branche éteinte des Bélaváry de Hongrie. Ses enfants reprendront par la suite le nom de Bélaváry[50]. Il habitait d'ordinaire à Eperies, dans l'ancienne maison du prince Georges Ier Rákóczi. Philanthrope, industriel, négociant, il est cité comme l'un des entrepreneurs les plus prospères et actif de la région[51]. Producteur et négociant en vins effervescents, sa fabrique de vinaigre en récolte alors les déchets et les bois de Livohuta, où il passait l'été, alimentaient une verrerie où fut produit pour la première fois en Hongrie du cristal taillé. Impliqué dans diverses activités commerciales fructueuses, il installe des succursales dans plusieurs villes hongroises. Il participe activement à la création de la Caisse d'épargne d'Eperies dont il fut directeur. Il dote la ville d'Eperies de fondations utiles et prend part avec une activité et un dévouement sans bornes, à l'œuvre de régénération qu'avait entreprise, pour le royaume de Hongrie entier, le comte István Széchenyi, « le plus grand des Hongrois ». En 1831, après la guerre de Pologne, il accueille et secourt des émigrés. Il témoigne de son ardent patriotisme en sacrifiant sa fortune, en risquant sa liberté et sa vie. Il utilise ses relations avec la Pologne pour aider à la réunion des volontaires de ce pays lors de l'insurrection hongroise de 1848. Lorsque Schlik entra dans Eperies, il fut immédiatement arrêté et resta en prison du 10 décembre au 3 février 1849. À la suite de la retraite des Autrichiens, il quitte Eperies le 9 juillet 1849 avec son fils Conrad, âgé de douze ans, pour suivre le quartier général. Le général Jerzy Bułharyn lui remit la Croix d'or de l'ordre militaire de Virtuti Militari. Durant la guerre, Livohuta avait été brûlé par les Russes et de précieux papiers et souvenirs de famille avaient disparu. Il rentre à Eperies le 3 octobre 1849 et, malgré ses précautions, est emprisonné jusqu'au 11 décembre. Il ne fut plus inquiété par la suite grâce à son ami le plus cher, Eduard Bujanovics von Aggtelek (1777-1855). Après 1857, il alla vivre à Eger auprès de ses amis, Mgr Gábor Máriássy et du baron Max de Baumgarten (1820-1898), Feldmarschall-Leutnant KuK.
- Jules-Conrad Gyula Burchard-Bélaváry (1820, Lublin - 1917, Reims). Frère de Konrád et Gusztáv. Ingénieur des mines de formation (Académie KuK des mines de Schemnitz), il participe à l'insurrection hongroise de 1848 comme lieutenant-aide de camp du général Henryk Dembiński. Envoyé à Pest par Dembiński pour annoncer à Kossuth l'entrée des russes en Hongrie, le colonel Asboth qui le reçut lui dit « J'ai bien envie de vous faire fussiller pour répandre de tels bruits ». Malheureusement, le doute n'était plus possible. Par la suite promu capitaine de hussards (17e hussards, Bocskay) et décoré de la Couronne de Hongrie "pour plusieurs actions d'éclats". Il tient de Dembiński ce mot :

« Mon Bien cher Jules… j'ai voulu vous laisser au moins une petite preuve de ce que je vous dois, pour ce que vous avez fait pour sauver mes jours ou ma liberté, lorsqu'à la bataille de Szegedin vous êtes descendu de cheval pour me l'offrir et m'avez en quelque sorte forcé à le monter à votre place de celui que l'infanterie ennemie avait tué sous moi… Je vous prie de garder ce parpier et partout dans tels lieux où vous pourriez rencontrer quelque ami à moi…, montrez-lui cette lettre pour qu'il sache que ce qu'il fera pour vous, j'en serai reconnaissant comme s'il l'avait fait pour moi-même ou pour un de mes fils. »

Lettre en français du général Dembiński, datée de Choumla, 11 mars 1850.
Après la défaite, Jules-Conrad et son frère Gustave séjournent au camp de Widdin puis à Choumla, auprès de leurs anciens chefs, Dembiński et Wysocki, et de leurs amis, le prince Edmond de Pauliny, son ami le plus cher, futur lieutenant-colonel italien, le comte Władysław Poniński, colonel de Lanciers, le comte Jan Aleksander Fredro, et Leopold Kabat et Władysław Kossak, inséparables frères d'armes. Les deux frères Burchard échappent à un internement en Asie grâce à l'influence du comte Zamoyski et à l'appui de Stratford de Redcliffe, ambassadeur britannique dans l'empire Ottoman, qui leur procure de faux passeports suisses. Réfugié en France, il débarque à Marseille puis s'installe à Reims où il devient négociant puis patron de la maison Burchard-Delbeck & Cie. Il est élu président (1893-1897) puis président d'honneur du Syndicat de Grandes Marques.
- Marcel Burchard-Bélaváry[52] (13 juillet 1864, Reims - 24 sept 1914, Lironville, offensive de Lorraine, « Mort pour la France »). Il est le fils de Jules-Conrad. Promotion Fou-Tchéou, lieutenant dans la Légion étrangère, il devient par la suite commandant-major au 156e RI (1er bataillon) puis commandant au 356e RI le 1er août 1914. Écrivain et historien militaire, il donne des conférences, notamment à Sciences Po. Chevalier de la Légion d'honneur, officier de l'ordre de l'Étoile d'Anjouan, décoré de la croix de guerre avec palme, et de la médaille de Madagascar, tué à l'ennemi. Il est l'époux de Cécile Noël (1873-1900), tante de Léon, puis de la comtesse Marie-Josèphe du Authier.
- Jeanne Wojakowska (1827-1911), fille du comte François Wojakowski (1786-1831), capitaine de la Légion polonaise (chevalier de la légion d'Honneur, Croix d'Or Polonaise), et de Jeanne-Caroline Burchard de Bélavary de Sycava (1804-1864). Épouse de Jean de Hoëné, neveu du colonel Josef Hoëné-Wronski (1778-1853), célèbre philosophe et mathématicien, belle-mère du poète Zenon Przesmycki et filleule du Grand-duc Constantin Pavlovitch de Russie.
- Léon Noël (1888- 1987), diplomate, premier président du Conseil Constitutionnel, fils de Cécile Burchard von Bélaváry et petit-fils de Jules-Conrad Burchard von Bélaváry de Sycava.

## Galerie

### Diptyque Burchard

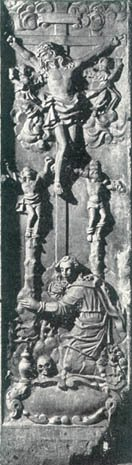
"La mort de Notre Seigneur", atelier de Arent Passer, Tallinn.
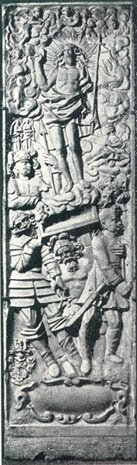
"La Résurrection", ibid.
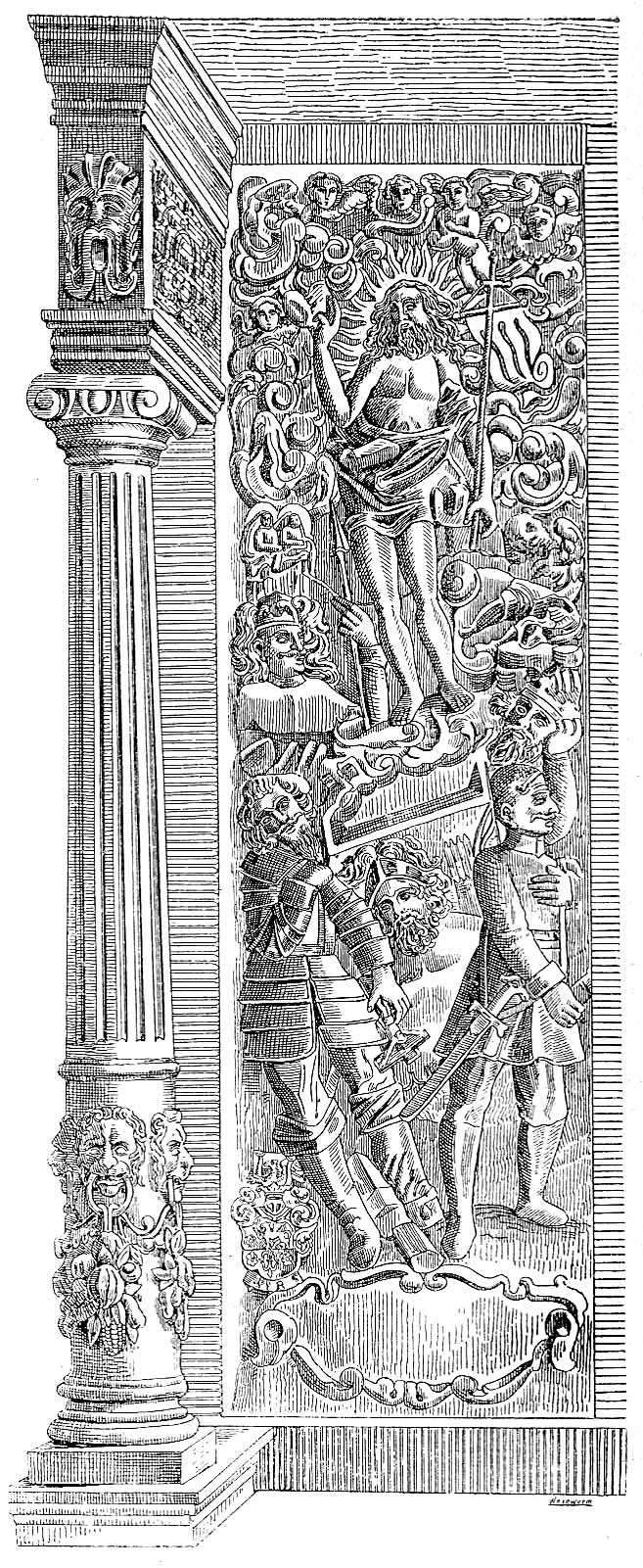
Reproduction de "La Résurrection", Turul, 1894

Le diptyque dit Burchard est un bas-reliefs terminé à la fin des années 1630, initié par le sculpteur Arent Passer et terminé par son atelier et par son fils Dionysius, à Tallinn. Sa hauteur est d'environ 2 mètres. De style baroque, il représente la Crucifixion et de la Résurrection de Jésus. Commandé par Burchard III (ou II), on y voit l'effigie de sa mère (ou épouse) Dorothée de Spreckelsen et celle de son aïeul, Jean Ier, en costume hongrois. On y voit également un personnage en armure complète qui représente Jean II (†1636). Le diptyque est probablement destiné orner l'entrée de la pharmacie de l'Hôtel de Ville avant d'être introduit dans le bâtiment. Il est malheureusement impossible de confirmer la paternité du sculpteur Arent Passer mais les historiens s'accordent pour dire qu'il en est l'initiateur et aurait fait terminer l'œuvre par ses étudiants les plus qualifiés ainsi que par son fils. Redécouverts par Johannes Burchart VIII en 1829 sur le mur de la pharmacie, il les inclus dans sa célèbre collection de curiosités ("Mon Faible"). Par la suite, le diptyque est exposé au sein du monastère Sainte-Catherine de Tallinn.

### Portraits

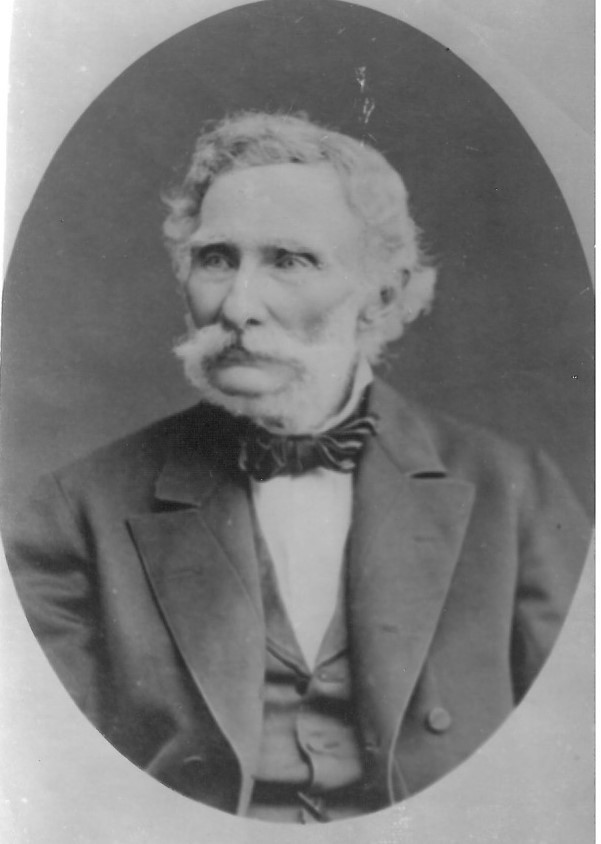
János Vilmos Burchard-Bélaváry (1795-1883)
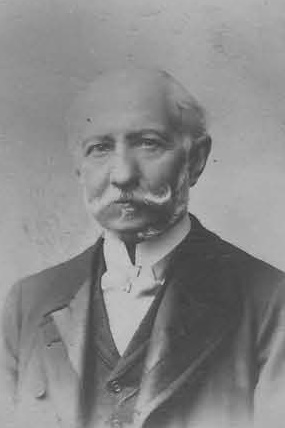
Jules-Conrad Burchard-Bélaváry (1825-1917)
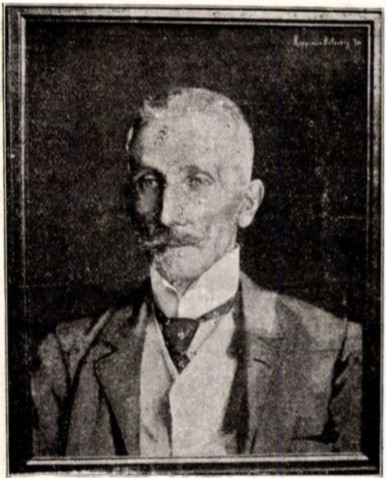
Portrait de Gusztáv Burchard-Bélaváry (1829-1903) par Enrica née Coppini
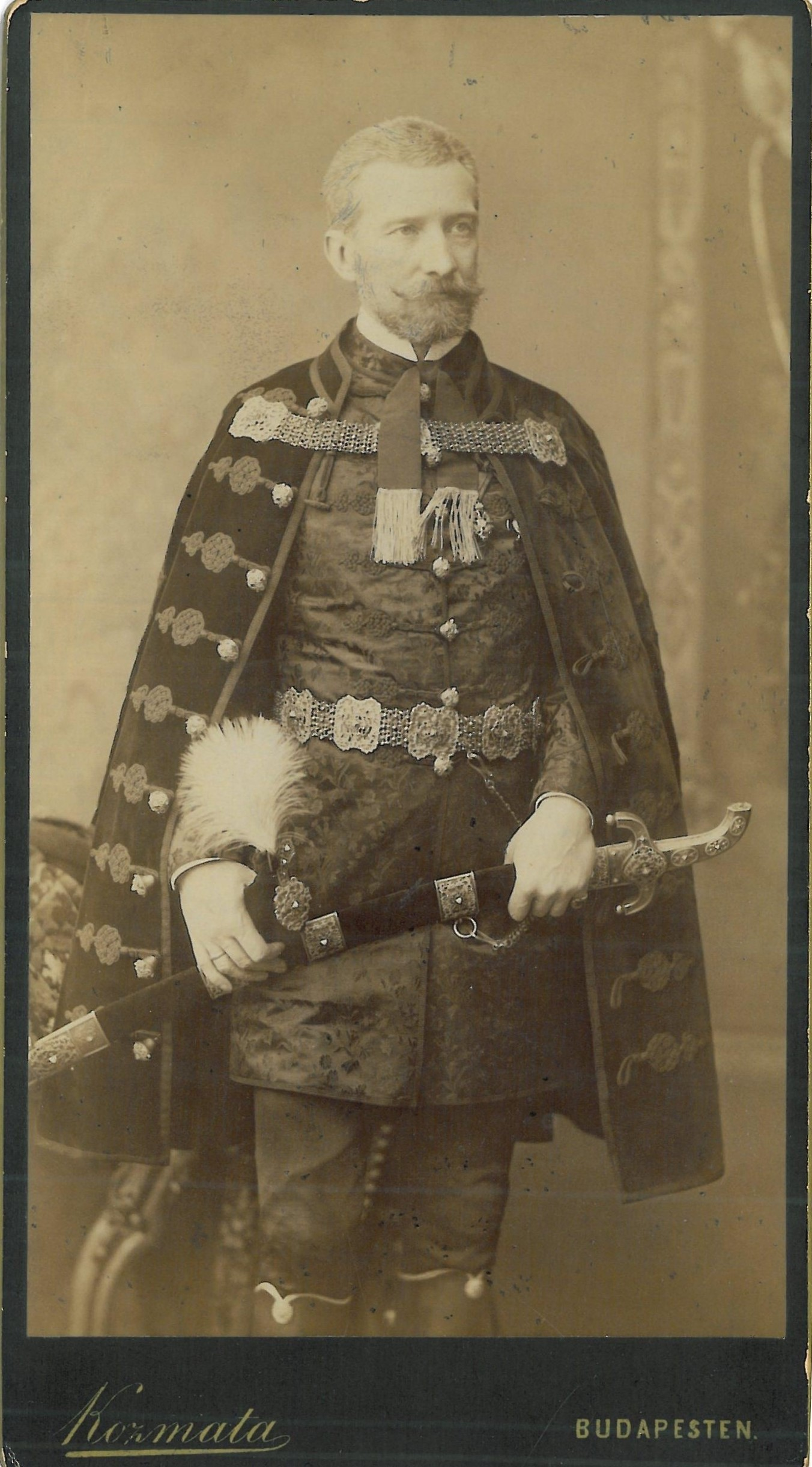
Konrád Burchard Bélaváry (1837-1916)
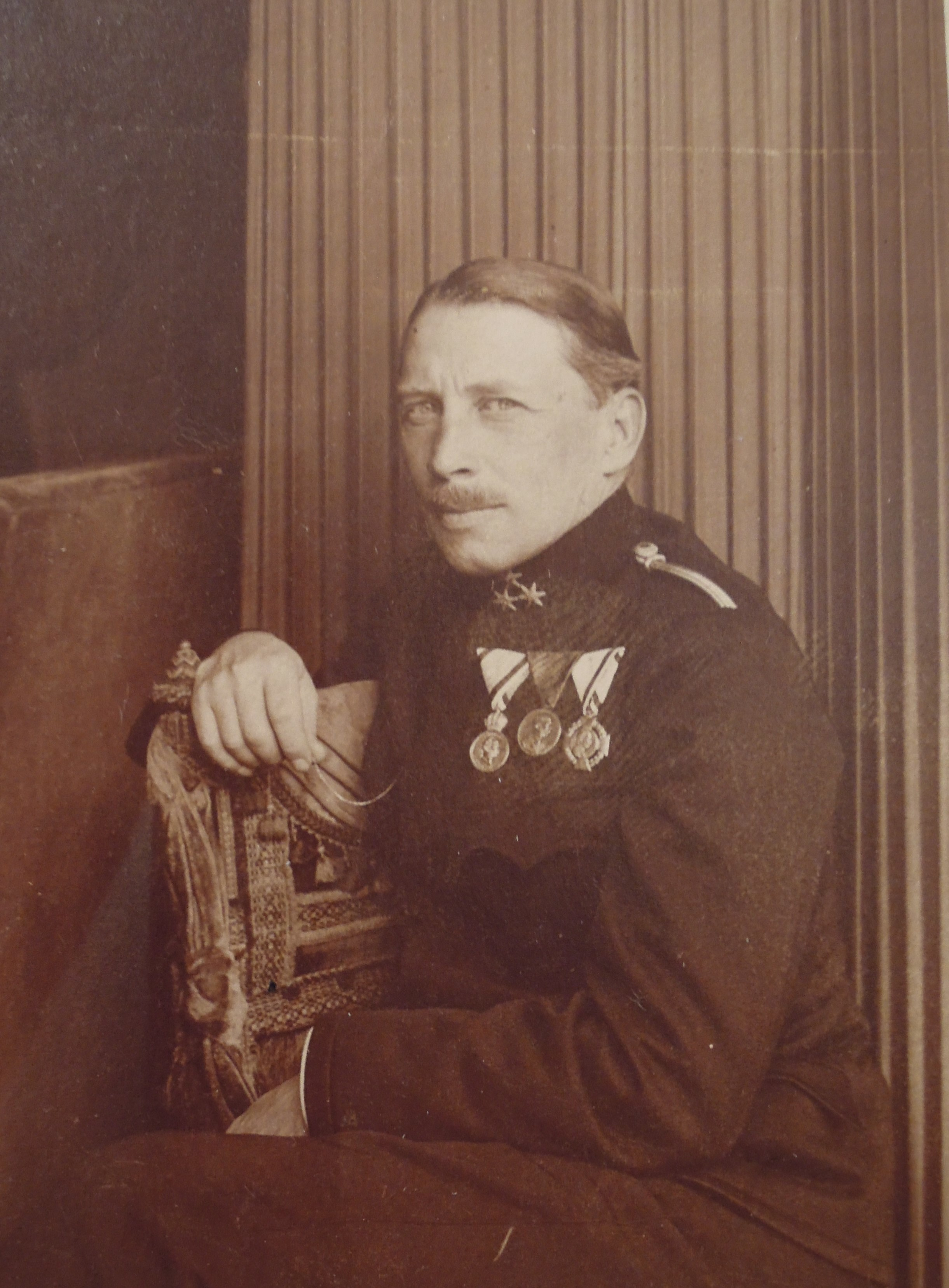
Pál Burchard-Bélaváry (1873-1932)
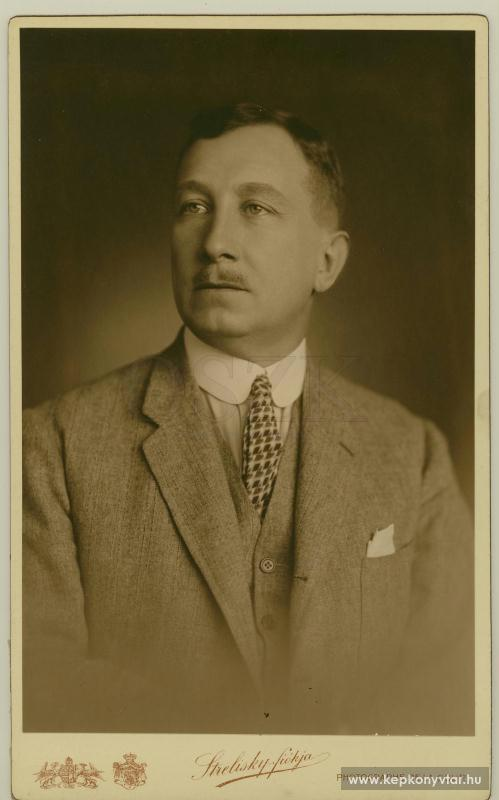
Dr. Andor Burchard-Bélaváry (1880-1947)
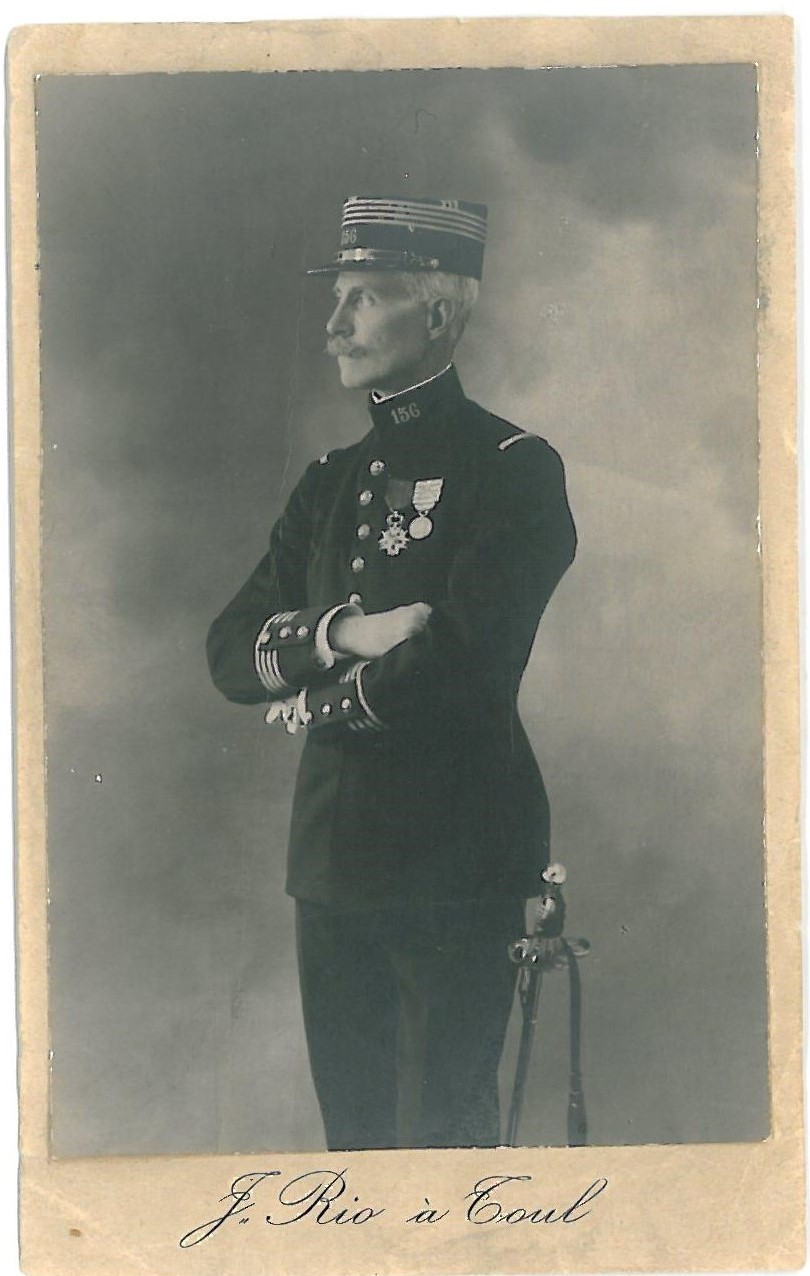
Commandant Marcel Burchard-Bélaváry (1864-1914), vers 1900

### Armorial

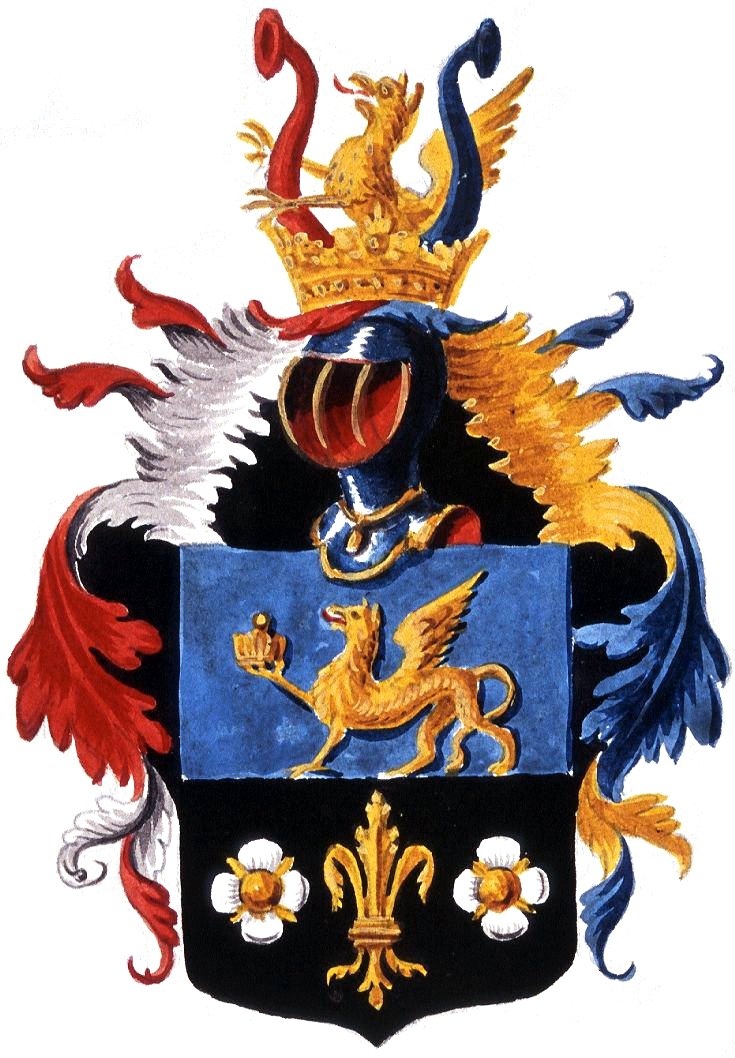
Coupé: au 1, d'azur, au griffon passant d'or, supportant de sa patte dextre une couronne du même ; au 2, de sable, à une fleur-de-lis d'or, accostée de deux roses du même. Cimier: un griffon issant d'or, entre deux proboscides, de gueules et d'azur[56]. Renouvellement d'armoiries de 1557 par Ferdinand Ier. Oszkár Bárczay précise que les armes primitives des Bélaváry datent de 1461.
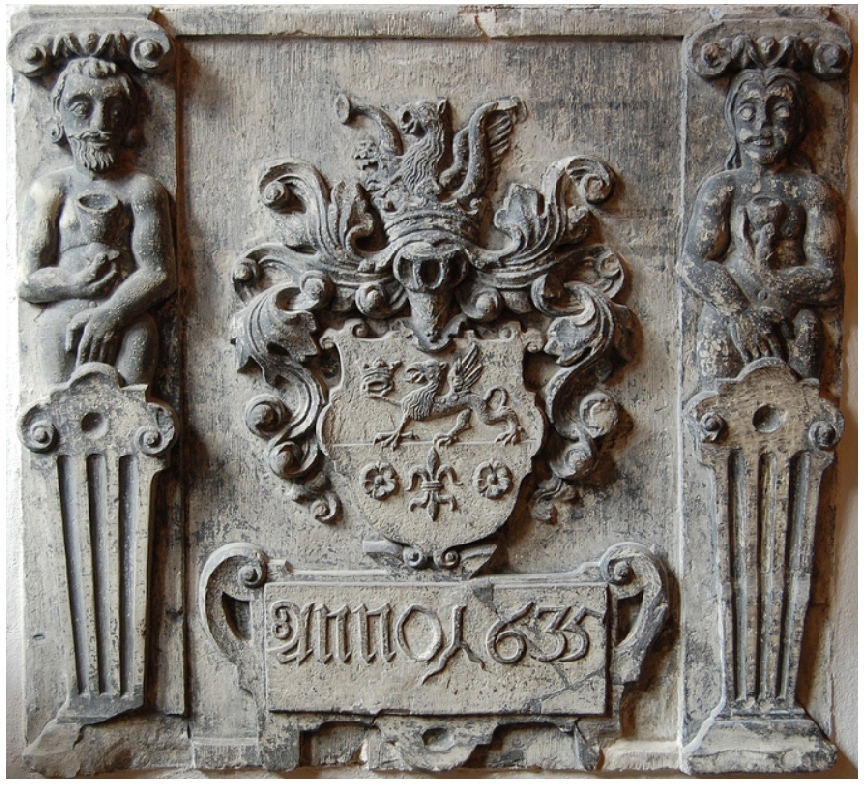
Blason sculpté dans la Raeapteek, Arent Passer, 1635
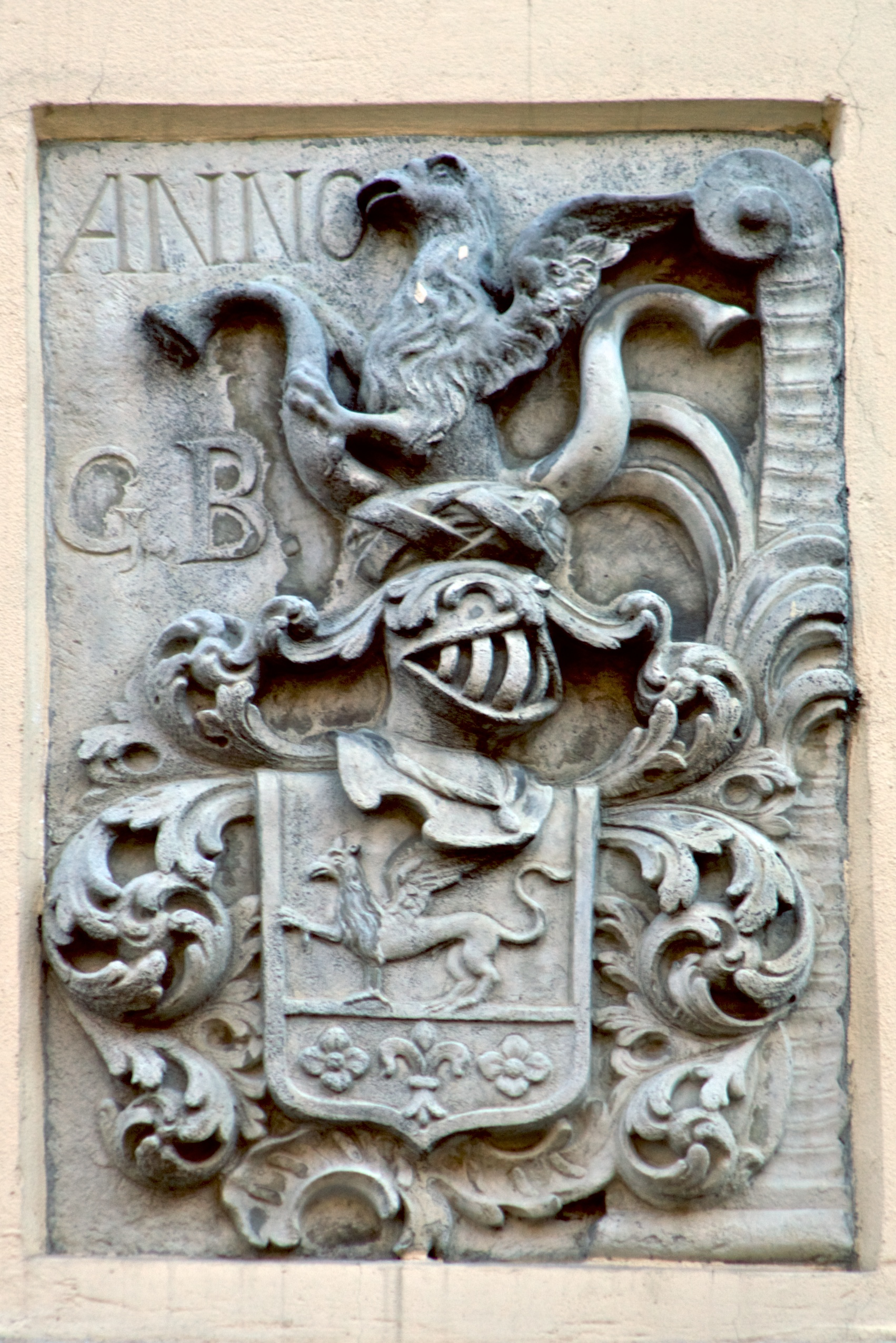
Blason de Gottlieb Bellawary (1721-1759), façade de la Guilde des Têtes noires de Tallinn
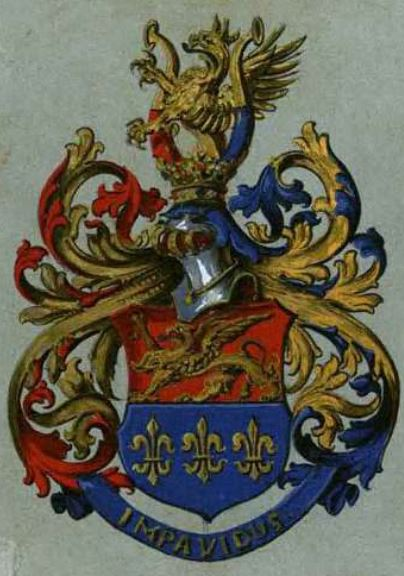
Renouvellement de 1891 : Coupé: au 1 de gueule au griffon passant d'or; au 2 d'azur à trois fleurs-de-lis d'or du même. Devise : « Impavidus ! » (« Sans peur ! »)
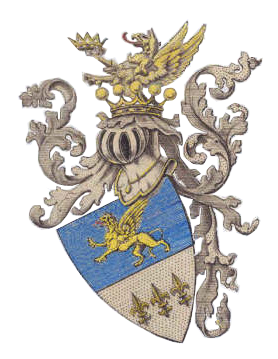
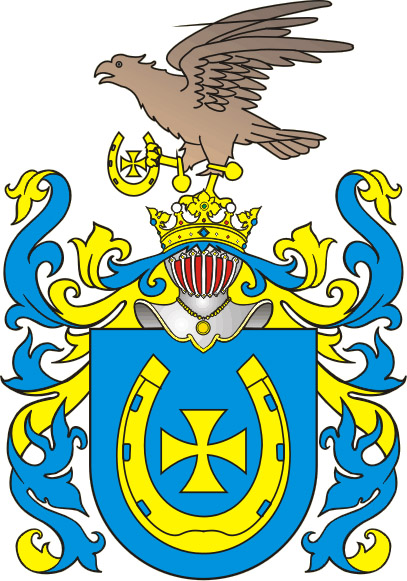
Les Burchard reçoivent en 1790 l'Indigénat Polonais avec le droit d'ajouter à leurs armes celles du clan Jastrzębiec. Ainsi : Burchard (von) Bélavary de Sycava Herb Jastrzębiec.

## Principales alliances
Hagymássy (début XVe), Vizkelety (XVIe), von Kampferbeck (ca 1580), Davidson (ca 1600), von Spreckelsen (ca 1620), fintai Darholcz (fin XVIIe), kisfaludi Madarász (début XVIIe), tótdiósi Dióssy (ca 1610), Cholnoky (début XVIIe), buthkai és izbugyai Viczmándy (ca 1630), Abaffy (ca 1660), Dessewffy (1663), Haecks (1670, 1789), Buchow (1641), von Thieren (1649, 1698, 1712), von Wistinghausen (1678, 1747), von Cahl (1679), (von) Rodde (ca 1680), vajai Vay (ca 1690), Nozdroviczky (XVIIe), Majláth (ca 1690), Salemann (1705), szlavniczai Sándor (ca 1715), Oom (1747), von zur Mühlen (1757), Riesenkampff (1760), Rausch von Traubenberg (ca 1770), von Rosenberg (1774), (von) Gernet (1774), von Schumacher d'Unnipitch (1774), Brockhausen (1782), von Kursell (ca 1785), Krakus-Mayerin (1786), von Knorring (1787), Jäger (1789),, von Brummer (ca 1790), von Smitten (1801), von Braunschweig (1805), von Erschell (ca 1810), Afanassiev (ca 1820), Wiemuth (ca 1822), Bukovszky von Stolzenburg (ca 1820), von Glehn (1823, 1831), Waligórski (vers 1830), landséri Oláh (ca 1850), Höppener (1785), Wojakowski (1824), von Török (ca 1890), Delbeck (1857), Henriot (1887), Noël (1887, 1896), Pallavicini (1901), Fuchs (1903), du Authier (ca 1905), Ameil (ca 1923).